# Luigi Roncoroni
Luigi Roncoroni (Parma, 30 giugno 1947) è un chirurgo ed ex pallavolista italiano.

## Biografia
Ha iniziato a giocare a pallavolo in serie A1 al Liceo Classico Romagnosi di Parma, sotto la guida del professor Renzo Del Chicca.
Dopo avere conseguito nel 1971 la Laurea in Medicina con il massimo dei voti, ha iniziato l'attività di specializzazione in chirurgia, attraverso impegni in Francia ed in Italia, che lo ha costretto ad abbandonare la carriera di atleta della nazionale a soli 24 anni.
Da quel momento, si è messo comunque a disposizione della sua squadra di club, sempre Parma, chiedendo di venire impiegato solo in caso di necessità, per non rubare il posto a chi invece si allenava quotidianamente.

## Carriera
Grazie al suo talento cristallino, è stato unito fin dai primi anni alla squadra di serie A, dove gli è stato assegnato ben presto un posto da titolare, con relative celeri convocazioni in nazionale maggiore.
Nel 1964-65, riesce comunque a conquistare il titolo nazionale juniores, giocando in quella competizione contro i suoi coetanei.
Con Alberto Scotti e Pietro De Angelis, compagni di club e di nazionale, ha costituito il RoDeSco, uno dei terzetti pallavolistici più famosi di sempre.
Dopo averlo sfiorato nella stagione 1967-68, riesce a conquistare lo scudetto la stagione successiva, nonostante la perdita di quello che era considerato il miglior giocatore italiano di quel periodo Carlo Alberto Moisè. Il successo arrivò al termine di un drammatico spareggio disputato a Pisa contro la Virtus Bologna.
Nonostante la rinuncia alla Nazionale a soli 24, Roncoroni è riuscito a collezionare 79 presenze e a risultare uno degli atleti fondamentali per la conquista del primo oro internazionale per gli azzurri: quello alle Universiadi di Torino del 1970 Si trattava di una squadra ricca di atleti emiliani, e con lui vi erano anche due compagni di squadra, Pietro De Angelis e Carlo Devoti.
A detta di tanti, quel successo cambiò il futuro della pallavolo italiana, permettendo di superare il complesso di inferiorità verso la scuola dell’est europeo.

## Luminare della chirurgia
Nel 1980, è diventato docente di anatomia chirurgica presso l'Università degli Studi di Parma.
Nel 1997 è stato nominato direttore del dipartimento chirurgico.
Nel periodo dal 1999 al 2016 è stato direttore della Clinica chirurgica e terapia chirurgica, mentre, dal 2017, è diventato direttore della clinica di chirurgia generale.
È stato autore di oltre duecento pubblicazioni internazionali, con particolare riferimento alla chirurgia gastroenterologica e alla patologia neoplastica dell’apparato digerente.
È in pensione dal 2017.

## Palmarès

### Giocatore

#### Club

##### Competizioni giovanili
- Campionato italiano juniores: 1[1]

Parma: 1964-65

##### Competizioni nazionali
- Campionato italiano: 1

Parma: 1968-69

#### Nazionale
- Universiade: 1

Torino 1970

## Onorificenze
- 1968 - Medaglia di Bronzo nazionale al valore atletico del CONI[9]
- 2014 - Premio Internazionale Sport Civiltà[10]
- 2019 - Civica Benemerenza del Comune di Parma[11]